# عين فربة
عين فربه هي قرية ريفية تتبع لمقاطعة الطينطان بولاية الحوض الغربي شرق موريتانيا .